# Polsat X
Polsat X - polska stacja telewizyjna o charakterze uniwersalnym, należąca do grupy kanałów Telewizji Polsat, która została oficjalnie uruchomiona 5 maja 2025 roku. Od 1 kwietnia 2021 do daty oficjalnego startu prowadzona była jego emisja testowa.

## Historia
Na przełomie 2015 i 2016 roku Telewizja Polsat otrzymała koncesję dla kanału, jednakże stacja nie została uruchomiona. Kanał rozpoczął nadawanie dopiero 1 kwietnia 2021 roku wraz z dwoma innymi stacjami - Polsat Film 2 i Polsat Reality - w ramach emisji testowej, będącymi wtedy "kanałami widmo", do których dostęp mieli tylko niektórzy pracownicy Polsatu. 16 stycznia 2022 w godzinach 17:30 - 17:40 Polsat Box omyłkowo udostępnił sygnał stacji; do podobnej sytuacji doszło 10 lutego 2025 ok. godz. 3:40. W marcu 2025 roku została wydłużona koncesja kanału o kolejne 10 lat. 15 kwietnia 2025 roku kanał zmienił logo i system emisyjny - zniknął także poziomy pasek na samej górze ekranu oraz zwiększono oznaczenie wiekowe. 5 maja 2025 roku nastąpił oficjalny start kanału.

## Dostępność
Polsat X jest dostępny w Polsat Box, Polsat Box Go oraz Netia. Wkrótce będzie u innych dostawców telewizji. Do 5 maja 2025 roku był on oferowany jedynie wybranym grupom abonentów Polsat Box.

## Programy[8][13]
- Polski lombard Walusia
- 13 posterunek 2
- Sługa narodu
- Dorwać tuńczyka
- Niezwykłe pociągi
- Jak to wyjaśnić
- Poszukiwacze historii
- Starożytni kosmici

- Niesamowite wynalazki starożytności
- Mroczne tajemnice templariuszy
- Kroniki Hitlera
- UFO: zaginione dowody
- Najdziwniejsze tajemnice świata
- Niezwykłe konstrukcje
- Narcos
- Wikingowie

## Logo
| Data wprowadzenia | Opis | Ilustracja |
| ----------------- | --- | ---------- |
| 1 kwietnia 2021   | Litera „X” zajmuje całą górną część loga. Górna część w kolorze żółtym, a w dolnej części klasyczny napis „POLSAT” na czerwonym tle. Logo na ekranie półprzezroczyste. |            |
| 15 kwietnia 2025  | Szare paski (choć środkowy czerwonopomarańczowy) tworzące kulę, pod nią czerwonopomarańczowy napis „polsat x”.                                                         |            |